# Filmes de 1936 da Paramount Pictures
Em 1936, a Paramount Pictures lançou um total de 71 filmes.

## Destaques
As produções mais significativas foram:
- Anything Goes, adaptação para as telas de comédia de sucesso na Broadway, enriquecida por canções de Cole Porter
- Desire, bem sucedida comédia romântica com Marlene Dietrich e Gary Cooper, refilmagem de Die Schonen von Aranjuez (Alemanha, 1933)[1]
- The General Died at Dawn, aventura exótica de grande sucesso que recebeu três indicações para o Oscar, "o melhor filme do estúdio no ano"[2]
- Klondike Annie, movimentado veículo para Mae West, que também escreveu o roteiro
- The Milky Way, possivelmente o melhor filme de Harold Lloyd, ao lado de Movie Crazy 1932[2]
- The Plainsman, western de Cecil B. DeMille que mistura diversos personagens reais, como Wild Bill Hickok, Abraham Lincoln, General Custer, Buffalo Bill etc
- Rhythm on the Range, lucrativo western musical com Bing Crosby e Martha Raye, comediante que iniciava aqui uma carreira de sessenta anos
- The Texas Rangers, western ambicioso, estrelado por Fred MacMurray, cuja produção contou com a colaboração de verdadeiros Texas Rangers
- Thirteen Hours by Air, pioneiro do tema avião sequestrado, já com os ingredientes comuns a esse subgênero: dramas individuais, alívio cômico, interlúdios românticos e sequências de suspense
- The Trail of the Lonesome Pine, primeiro filme em Technicolor rodado em locações, catapultou Henry Fonda para o estrelato
- Valiant Is the Word for Carrie, drama lacrimogêneo dirigido ao público feminino que deu uma indicação ao Oscar para Gladys George, atriz famosa no teatro

## Prêmios Oscar
Nona cerimônia, com os filmes exibidos em Los Angeles em 1936:
| Filme                          | Indicações                                                | Premiações |
| ------------------------------ | --------------------------------------------------------- | ---------- |
| The General Died at Dawn       | Ator Coadjuvante (Akim Tamiroff) Fotografia Trilha Sonora | ---        |
| Moscow Moods                   | Curta-Metragem em Live Action (1 bobina)                  | ---        |
| Sinbad the Sailor              | Curta-Metragem de Animação                                | ---        |
| Popular Science J-6-2          | Curta-Metragem: Cor                                       | ---        |
| The Texas Rangers              | Gravação de Som                                           | ---        |
| The Trail of the Lonesome Pine | Canção                                                    | ---        |
| Valiant Is the Word for Carrie | Atriz (Gladys George)                                     | ---        |

## Os filmes de 1936
| Título original                | Título PT/BR                  | Título PT/PT                 | Astros                               | Diretor                      |
| ------------------------------ | ----------------------------- | ---------------------------- | ------------------------------------ | ---------------------------- |
| The Accusing Finger            | O Dedo Acusador               |                              | Robert Cummings, Marsha Hunt         | James Hogan                  |
| Along Came Love                |                               |                              | Charles Starrett, Irene Harvey       | Bert Lytell                  |
| And Sudden Death               | Perigo à Frente               |                              | Randolph Scott, Frances Drake        | Charles Burton               |
| Anything Goes                  | Fuzarca a Bordo               |                              | Bing Crosby, Ethel Merman            | Lewis Milestone              |
| The Arizona Raiders            | Paladinos do Arizona          |                              | Buster Crabbe, Marsha Hunt           | James Hogan                  |
| The Big Broadcast of 1937      | Ondas Sonoras de 1937         |                              | Jack Benny, George Burns             | Mitchell Leisen              |
| Big Brown Eyes                 | Olhos Castanhos               |                              | Joan Bennett, Cary Grant             | Raoul Walsh                  |
| Border Flight                  | Patrulha Aérea                |                              | Robert Cummings, Frances Farmer      | Otho Lovering                |
| Call of the Prairie            | A Última Testemunha           |                              | William Boyd, James Ellison          | Howard Bretherton            |
| The Case Against Mrs. Ames     | Sombra do Pecado              |                              | Madeleine Carroll, George Brent      | William Seiter               |
| College Holiday                | Alegria à Solta               |                              | Mary Boland, Jack Benny              | Frank Tuttle                 |
| Collegiate                     |                               |                              | Joe Penner, Jack Oakie               | Ralph Murphy                 |
| Desire                         | Desejo                        |                              | Marlene Dietrich, Gary Cooper        | Frank Borzage                |
| Desert Gold                    | Roubada a Tempo               |                              | Robert Cummings, Buster Crabbe       | James Hogan                  |
| Drift Fence                    | A Cerca Inimiga               |                              | Buster Crabbe, Tom Keene             | Otho Lovering                |
| Early to Bed                   | Marido Sonâmbulo              |                              | Mary Boland, Charles Ruggles         | Norman Z. McLeod             |
| Easy to Take                   |                               |                              | John Howard, Marsha Hunt             | Glenn Tryon                  |
| F-Man                          | Detetive às Ocultas           |                              | Jack Haley, Grace Bradley            | Edward Cline                 |
| Fatal Lady                     | A Dama Fatídica               |                              | Mary Ellis, Walter Pidgeon           | Edward Ludwig                |
| Florida Special                |                               |                              | Jack Oakie, Sally Eilers             | Ralph Murphy                 |
| Forgotten Faces                | Armadilha Perfumada           |                              | Herbert Marshall, Gertrude Michael   | E. A. Dupont                 |
| The General Died at Dawn       | O General Morreu ao Amanhecer |                              | Gary Cooper, Madeleine Carroll       | Lewis Milestone              |
| Girl of the Ozarks             | A Aldeia Esquecida            |                              | Virginia Weidler, Leif Erickson      | William Shea                 |
| Give Us This Night             | Noite Triunfal                |                              | Jan Kiepura, Gladys Swarthout        | Alexander Hall               |
| Go West, Young Man             | Amores de Uma Diva            |                              | Mae West, Warren William             | Henry Hathaway               |
| Heart of the West              | Corações Errantes             |                              | William Boyd, James Ellison          | Howard Bretherton            |
| Her Master's Voice             |                               |                              | Edward Everett Horton, Peggy Conklin | Joseph Santley               |
| Hollywood Boulevard            | Boulevard em Hollywood        |                              | John Halliday, Marsha Hunt           | Robert Florey                |
| Hopalong Cassidy Returns       | O Herói de Sempre             |                              | William Boyd, James Ellison          | Nate Watt                    |
| I'd Give My Life               | Daria a Própria Vida          |                              | Sir Guy Standing, Tom Brown          | Edwin L. Marin               |
| It's a Great Life              |                               |                              | Joe Morrison, Paul Kelly             | Edward Cline                 |
| The Jungle Princess            | A Princesa da Selva           | A Princesa da Selva          | Dorothy Lamour, Ray Milland          | Wilhelm Thiele               |
| Klondike Annie                 | A Sereia do Alaska            |                              | Mae West, Victor McLaglen            | Raoul Walsh                  |
| Lady Be Careful                | Cuidado, Pequenas             |                              | Lew Ayres, Mary Carlisle             | Theodore Reed                |
| The Milky Way                  | Haroldo Tapa Olho             | Via Láctea                   | Harold Lloyd, Adolphe Menjou         | Leo McCarey                  |
| Mind Your Own Business         | Camisa de Onze Varas          |                              | Charles Ruggles, Alice Brady         | Norman Z. McLeod             |
| The Moon's Our Home            | Vivendo na Lua                |                              | Margaret Sullavan, Henry Fonda       | William Seiter               |
| Murder with Pictures           | Testemunha Inesperada         |                              | Lew Ayres, Gail Patrick              | Charles Barton               |
| My American Wife               | Minha Esposa Americana        |                              | Francis Lederer, Ann Sothern         | Harold Young                 |
| Nevada                         | Nevada                        |                              | Buster Crabbe, Kathleen Burke        | Charles Barton               |
| Once in a Blue Moon            |                               |                              | Jimmy Savo, Nikita Balieff           | Ben Hecht, Charles MacArthur |
| Palm Springs                   | Balneário de Luxo             |                              | Frances Langford, Smith Ballew       | Aubrey Scotto                |
| Peg of Old Drury               |                               |                              | Anna Neagle, Sir Cedric Hardwicke    | Herbert Wilcox               |
| The Plainsman                  | Jornadas Heroicas             | Uma Aventura de Buffalo Bill | Gary Cooper, Jean Arthur             | Cecil B. DeMille             |
| Poppy                          | A Filha do Saltimbanco        |                              | W. C. Fields, Rochelle Hudson        | Edward Sutherland            |
| The Preview Murder Mystery     | Em Pleno Espetáculo           |                              | Reginald Denny, Gail Patrick         | Robert Florey                |
| The Princess Comes Across      | A Princesa do Brooklyn        |                              | Carole Lombard, Fred MacMurray       | William K. Howard            |
| The Return of Sophie Lang      | A Volta de Miss Lang          | O Regresso de Miss Lang      | Gertrude Michael, Ray Milland        | George Archainbaud           |
| Rhythm on the Range            | O Último Romântico            |                              | Bing Crosby, Martha Raye             | Norman Taurog                |
| Rose Bowl                      |                               |                              | Tom Brown, Eleonore Whitney          | Charles Barton               |
| Rose of the Rancho             | Rosa do Rancho                |                              | John Boles, Gladys Swarthout         | Marion Gering                |
| The Sky Parade                 | O Piloto Número 1             |                              | Jimmie Allen, William Gargan         | Otho Lovering                |
| Soak the Rich                  |                               |                              | Walter Connolly, John Howard         | Ben Hecht, Charles MacArthur |
| A Son Comes Home               | Por Culpa Alheia              |                              | Mary Boland, Donald Woods            | E. A. Dupont                 |
| Spendthrift                    | Juventude Dourada             |                              | Henry Fonda, Pat Paterson            | Raoul Walsh                  |
| Straight from the Shoulder     | À Queima Roupa                |                              | Ralph Bellamy, Katherine Locke       | Stuart Heisler               |
| The Texas Rangers              | Atiradores do Texas           | A Legião dos Atiradores      | Fred MacMurray, Jack Oakie           | King Vidor                   |
| Thirteen Hours by Air          | Treze Horas no Ar             |                              | Fred MacMurray, Joan Bennett         | Mitchell Leisen              |
| Three Cheers for Love          | Viva o Amor                   |                              | Robert Cummings, Eleanore Whitney    | Ray McCarey                  |
| Three Married Men              | 3 Casadões                    |                              | Lynne Overman, William Frawley       | Edward Buzzell               |
| Three on the Trail             | Três Sobre a Pista            |                              | William Boyd, James Ellison          | Howard Bretherton            |
| Till We Meet Again             | Amantes Inimigos              |                              | Herbert Marshall, Gertrude Michael   | Robert Florey                |
| Timothy's Quest                |                               |                              | Tom Keene, Eleanore Whitney          | Charles Barton               |
| Too Many Parents               |                               |                              | Frances Farmer, Lester Matthews      | Robert McGowan               |
| Trail Dust                     | Missão Bem Cumprida           |                              | William Boyd, James Ellison          | Nate Watt                    |
| The Trail of the Lonesome Pine | Amor e Ódio na Floresta       |                              | Sylvia Sidney, Fred MacMurray        | Henry Hathaway               |
| Valiant Is the Word for Carrie | O Crime de Ser Boa            |                              | Gladys George, Arline Judge          | Wesley Ruggles               |
| Wives Never Know               | O Que Elas Não Suspeitam      |                              | Charles Ruggles, Mary Boland         | Elliott Nugent               |
| Woman Trap                     | Teimosia de Mulher            |                              | George Murphy, Gertrude Michael      | Harold Young                 |
| Wedding Present                | Quase Casados                 |                              | Joan Bennett, Cary Grant             | Richard Wallace              |
| Yours for the Asking           | Viva o Cassino                |                              | George Raft, Ida Lupino              | Alexander Hall               |